# Air Europe (Italien)
Air Europe war eine italienische Fluggesellschaft, die ihren Flugbetrieb im Jahr 2008 einstellte. Air Europe gehörte zeitweilig der ebenfalls italienischen Fluggesellschaft Volare Airlines.

## Geschichte

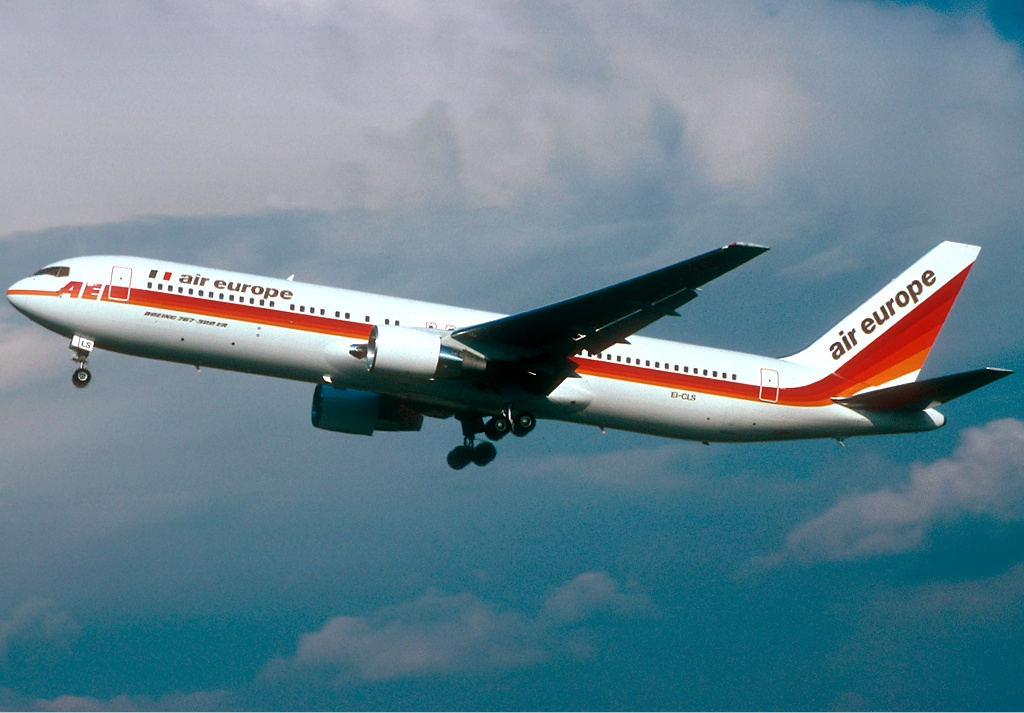
Eine Boeing 767 in den ursprünglichen Farben der Gesellschaft, die denen der britischen Air Europe entsprachen.

Air Europe wurde im Jahr 1983 unter dem Namen Flying Services als Regionalfluggesellschaft gegründet. Im Juni 1989 erwarb die britische Fluggesellschaft Air Europe eine 35%ige Beteiligung an dem Unternehmen und integrierte es in die Airlines of Europe Group, einem Zusammenschluss von Fluggesellschaften, an denen die britische Air Europe Beteiligungen besaß. Der Hauptanteilseigner der italienischen Gesellschaft war der Automobilkonzern Fiat S.p.A. Die Betriebsaufnahme unter dem Namen Air Europe erfolgte am 19. Dezember 1989 mit zwei Flugzeugen des Typs Boeing 757. Nachdem die britischen Muttergesellschaft am 8. März 1991 Insolvenz anmeldete, wurden deren Anteile von italienischen Investoren übernommen. Im Jahr 2000 beteiligte sich die Volare Group mehrheitlich an dem Unternehmen.
Air Europe war bis 2004 die erfolgreichste italienische Charterfluggesellschaft im Langstreckenbereich. Auf Grund der Finanzkrise bei der Muttergesellschaft Volare Group musste Air Europe Ende 2004 den Flugbetrieb einstellen und einen Großteil der Flotte veräußern. Im Sommer 2005 konnte der Flugbetrieb mit zwei Boeing 767 wieder aufgenommen werden. Im Juli 2007 wurde des Weiteren eine Boeing 757 von Finnair geleast. Air Europe flog von Mailand-Malpensa aus nach Mexiko (Cancún), Kuba (Havanna), Jamaika (Montego Bay), Brasilien (Fortaleza, Natal), Mauritius, Sri Lanka (Colombo) und auf die Malediven. Im Dezember 2008 stellte die Fluggesellschaft den Flugbetrieb endgültig ein.

## Flotte
(Stand: Dezember 2008)
- 1 Boeing 767-300